# بنزوات الكالسيوم
بنزوات الكالسيوم هو ملح الكالسيوم لحمض البنزويك. رقم إي للملح  عند استخدامه مادة حافظة في الصناعات الغذائية هو E213. وافق كل من الاتحاد الأوروبي وأستراليا ونيوزيلندا على استخدامه مُضافًا غذائيًّا.